# 阿尔内·博里
克拉斯·阿尔内·博里（瑞典語：Claes Arne Borg，1901年8月18日—1987年11月7日），瑞典前男子游泳运动员。他曾获得1928年夏季奥运会游泳比赛男子1500米自由泳金牌。除此之外他也参加水球的比赛。